# Brunon Absolon
Brunon Absolon (Bruno Absolon) (ur. 26 czerwca 1892 lub 1893 w Marklowicach Górnych, zm. kwiecień 1940 w Chlewiskach) – polski inżynier, górnik, hutnik. 

## Życiorys
Był synem Tomasza i Matyldy z d. Peterek. W 1912 roku ukończył niemieckojęzyczne gimnazjum w Cieszynie. Naukę kontynuował w Wyższej Szkole Górniczej w Leoben. Po wybuchu I wojny światowej został wcielony do cesarskiej i królewskiej Armii. Jego oddziałem macierzystym był Pułk Artylerii Fortecznej Nr 2. Na stopień podporucznika został mianowany ze starszeństwem z 1 maja 1915 w korpusie oficerów rezerwy artylerii fortecznej. Później został przemianowany na oficera zawodowego i awansowany na porucznika ze starszeństwem z 1 lutego 1916.
Po zakończeniu wojny w 1918 studiował w Wyższej Szkole Górniczej w Przybramie i w Leoben. Podjął pracę w hutnictwie, napierw w hucie frysztackiej, potem w Hucie Pokój, gdzie od 1927 był dyrektorem. Szczególne zasługi miał utrzymując w ruchu opuszczone przez niemieckich specjalistów huty. Dokonywał ich modernizacji. Działał w społecznie w Stowarzyszeniu Polskich Inżynierów Górniczych i Hutniczych. 
W czasie okupacji hitlerowskiej Niemcy mianowali go kierownikiem zakładów podległych koncernowi „Pokój” z siedzibą w Chlewiskach. Jako kapitan rezerwy WP[wymaga weryfikacji?] nawiązał współpracę z ZWZ, zwłaszcza z oddziałem mjr Hubala.
Gdy gestapo przeprowadziło rewizję pałacu w Chlewiskach, został aresztowany i rozstrzelany bez sądu kilka dni później. Jako powód rozstrzelania podaje się też przeprowadzenie polonizacji hutnictwa (pozbycie się niemieckiej kadry).

## Kariera zawodowa
- 1921–1922 – kierownik ciepłowni w hucie, Frysztat
- 1922–1927 – inżynier w Hucie Pokój, Nowy Bytom
- 1927–1938 – dyrektor hut Pokój i Baildon
- 1938–1939 – komisaryczny zarządca Zakładów Hutniczych Hohna, Bogumin

## Ordery i odznaczenia
- Złoty Krzyż Zasługi (10 listopada 1933)[6]
- Signum Laudis Brązowy Medal Zasługi Wojskowej z mieczami na wstążce Krzyża Zasługi Wojskowej (Austro-Węgry)
- Srebrny Medal Waleczności 1 klasy (Austro-Węgry)
- Krzyż Wojskowy Karola (Austro-Węgry)
- Krzyż Pamiątkowy Mobilizacji 1912–1913 (Austro-Węgry)[7]